# Lecina
Lecina ist ein spanischer Ort im Pyrenäenvorland in der Provinz Huesca der Autonomen Gemeinschaft Aragonien. Der Ort gehört zur Gemeinde Bárcabo. Lecina hatte im Jahr 2015 18 Einwohner.

## Sehenswürdigkeiten
- Pfarrkirche San Juan Bautista, neu erbaut Ende des 18. Jahrhunderts (mit romanischen Resten; Bien de Interés Cultural)
- Casa Carruesco, erbaut im 16. Jahrhundert (Bien de Interés Cultural)
- Casa Sampietro, erbaut im 15. Jahrhundert (aus der Übergangszeit zwischen Romanik und Gotik; Bien de Interés Cultural)
- La carrasca milenaria de Lecina, die 1000-jährige Steineiche von Lecina ⊙ nahm 2021 als Vertreter Spanien am Wettbewerb „Europäischer Baum des Jahres“ teil und gewann mit 104.264 Stimmen den Wettbewerb[1]

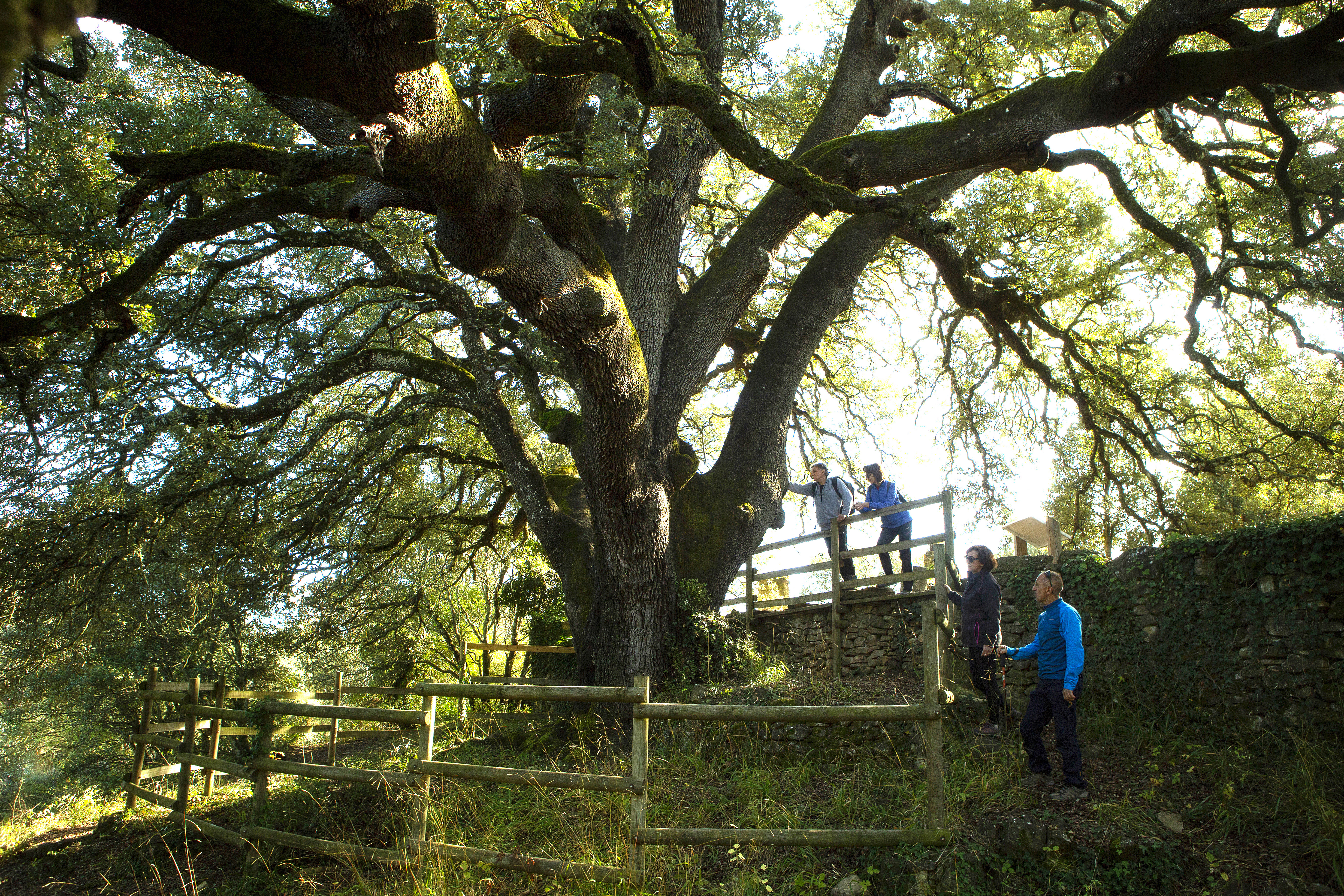
La carrasca milenaria de Lecina
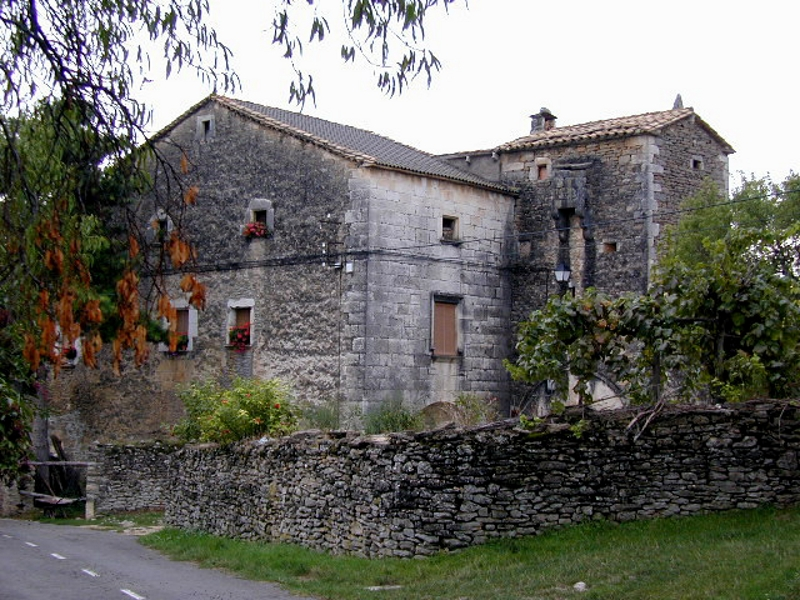
Casa Carruesco